# Аватар: Путь воды
«Авата́р: Путь воды́» (англ. Avatar: The Way of Water) — американский эпический научно-фантастический фильм режиссёра и сценариста Джеймса Кэмерона, созданный студиями Lightstorm Entertainment, TSG Entertainment и выпущенный студией 20th Century Studios. Второй фильм во франшизе после оригинальной ленты «Аватар» (2009). Кэмерон выступает продюсером фильма вместе с Джоном Ландау и соавтором сценария вместе с Риком Джаффа и Амандой Сильвер на основе сюжета, который троица создала с Джошом Фридманом и Шейном Салерно. Почти все члены актёрского состава первой части вернулись к своим ролям, в том числе Сэм Уортингтон, Зои Салдана, Стивен Лэнг, Джованни Рибизи, Джоэл Дэвид Мур, Дилип Рао, Си Си Эйч Паундер и Мэтт Джеральд, а Сигурни Уивер исполнит другую роль. Премьера фильма состоялась 6 декабря 2022 года в Лондоне, а в США — 16 декабря 2022 года.
Кэмерон заявил в 2006 году, что хотел бы создать сиквелы фильма «Аватар» в случае успеха ленты. В 2010 году режиссёр объявил о планах на два сиквела, первый из которых должен был выйти в 2014 году. Однако разработка дополнительных трёх сиквелов ко второй части и необходимость разработки прорывной технологии для съёмок сцен под водой привели к значительным задержкам в работе над сценарием, подготовке к съёмкам и проработке визуальных эффектов. Предварительные съёмки сиквела начались 15 августа 2017 года в Манхэттен-Бич, после чего 25 сентября началась основная часть производства в Новой Зеландии параллельно со съёмками продолжения сиквела «Аватар 3». Съёмки завершились в конце сентября 2020 года, спустя три года, включая заморозку производства во время пандемии COVID-19.
Дата премьеры фильма менялась восемь раз. В широкий прокат в США фильм вышел 16 декабря 2022 года. Премьеры трёх последующих сиквелов запланированы на 2025, 2029 и 2031 годы соответственно. При этом судьба последних двух зависит от коммерческого успеха «Пути воды». Бюджет картины оценивается в 350—470 млн. $, что делает её одним из самых дорогих проектов всех времён. По оценкам журнала «Forbes», бюджет «Аватара 2», с учётом маркетинга, превышает $500 млн.
«Аватар: Путь воды» получил положительные отзывы критиков, похваливших новаторские визуальные эффекты, технические амбиции, режиссуру Кэмерона и построение мира, съёмку и музыку, хотя некоторые критиковали его сюжет и высокую длительность. Многие издания и организации назвали «Путь воды» одним из лучших фильмов 2022 года, он был номинирован на две премии «Золотой глобус» и четыре премии «Оскар».
В мировом прокате «Путь воды» собрал более 2,3 миллиардов долларов по состоянию на 20 марта 2023 года, став самым кассовым фильмом 2022 года и третьим самым кассовым фильмом в истории.

## Сюжет
Прошло пятнадцать лет после масштабной битвы На’ви с людьми. Вождь клана Оматикайя Джейк Салли живёт с Нейтири, в их семье растут сыновья Нетейам и Ло’ак, дочь Туктирей, приёмная дочь Кири, родившаяся от аватара Грэйс Огустин, а также человек Майлз Сокорро по прозвищу «Паук». Он родился на Пандоре и остался, поскольку детей нельзя погружать в криосон.
Компания RDA запускает новую волну колонизации Пандоры. Одиннадцать кораблей при посадке выжигают огнём двигателей обширную площадь леса у побережья, земляне в течение года возводят оперативную базу «Город-плацдарм». Джейк и аборигены ведут партизанскую войну, атакуя линии снабжения города. С орбиты на базу прибывает новая группа аватаров с собственным сознанием, клонированных как На’ви, среди которых — аватар полковника Куоритча. Люди освоили технологию «рекомбинантов» — сохранения сознания и памяти личности. В аватар Куоритча была загружена память полковника, он сохранил желание отомстить Джейку. Командующая, генерал Фрэнс Ардмор, приказывает полковнику и его группе морпехов остановить повстанцев. Родная планета гибнет, поток беженцев с Земли будет расти, и необходимо предоставить переселенцам надёжную базу на Пандоре.
Отряд Куоритча высаживается в лесу и захватывает детей Джейка. Дети успевают сообщить родителям о появлении враждебных аватаров. Джейк и Нейтири вступают в бой с отрядом полковника, освобождая свою семью. Куоритч забирает Паука на базу землян и признаёт в нём своего сына. Он решает получше с ним познакомиться и по возможности привлечь Майлза на свою сторону. Джейк понимает: рано или поздно Паук выдаст их убежище. Семья принимает трудное решение: они скрываются на востоке, среди тысячи островов архипелага в океане Пандоры. Клан рифов Меткайина даёт им убежище, хотя некоторые соплеменники презрительно называют семью Джейка полукровками. Семья изучает обычаи жителей рифов, учится плавать верхом на прирученных морских хищниках, учится задерживать дыхание под водой. Кири, девушка с паранормальными способностями, вступает в духовную связь с морем и его обитателями, а Ло’ак завязывает дружбу с Циреей, дочерью вождя клана Тоновари и его жены Ронал. Паук обучает Куоритча культуре На’ви, под его наставлением Куоритч со своей командой аватаров успешно приручают икранов.
Ло’ак вступает в драку с сыном вождя Аонунгом. Джейк требует от него извиниться перед Аонунгом. Аонунг и его друзья притворно мирятся и приглашают Ло’ака выйти в открытое море, куда ему пока запрещено. Они бросают новичка одного. На Ло’ака нападает огромная акула. Скрываясь от хищника в зарослях, Ло’ак теряет сознание, но его спасает тулкун, представитель ещё более крупного разумного вида китообразных, которых Меткайина считают своей духовной семьёй. Ло’ак вытаскивает гарпун из плавника тулкуна. По возвращении Ло’ак берёт вину за произошедшее на себя, завоёвывая доверие Аонунга. Ло’ак рассказывает как подружился с тулкуном и узнаёт, что тулкуна зовут Паякан. Ло’ак устанавливает нейронную связь с Паяканом и узнаёт, как Паякан пошёл против законов своего вида и уговорил других молодых тулкунов напасть на китобоев, убивших его мать, но в итоге все, кроме Паякана, были убиты людьми. Паякан оказался виновен в их гибели и стал изгоем. Во время путешествия к Древу Душ Меткайины Кири связывается со своей матерью, но у неё случается сильный эпилептический припадок. Прибывшие учёные во главе с Нормом Спеллманом оказываются бессильны, и девушку нехотя исцеляет тса’хик Ронал.
Куоритч прочёсывает архипелаг и допрашивает островных на’ви о семье Джейка, прибегая к пыткам, убийствам и поджогам. Тем не менее, никто не выдаёт местонахождение беженцев. Взяв с собой Паука, Куоритч принимает под командование экраноплан — китобойное судно, которое охотится на тулкунов. Земляне собирают жидкость из мозга животных, или «амриту» для создания бесценного средства, останавливающего старение. Китобойная команда выслеживает и убивает самку тулкуна с детёнышем, дабы вызвать гнев клана Меткайина и тем самым выманить Джейка. На’ви узнают о гибели самки тулкуна. Ло’ак отправляется в море, собираясь предупредить Паякана о том, что он может стать жертвой землян. За ним следуют его брат и сёстры, Цирея и Аонунг. Однако Паякана уже преследуют китобои. Ло’ак, Цирея и Туктирей попадают в плен к Куоритчу.
Узнав о смертельной угрозе их детям, Джейк, Нейтири и весь клан Меткайина выступают против людей. Джейк, приблизившись к судну Куоритча, колеблется, понимая, что нападение на землян погубит племя. Неожиданно на корабль обрушивается Паякан, часть команды погибает, судно повреждено, Меткайины бросаются в атаку. Паук, находящийся в рубке корабля, запускает двигатели и направляет его на риф, прежде чем экипаж успевает его схватить. Корабль получает пробоину и тонет. Нетейам спасает Ло’ака, Цирею и Паука, но получает смертельное ранение и умирает. Джейк сталкивается с Куоритчем, который прикрывается Кири как заложницей. В ответ Нейтири захватывает в заложники Паука. Куоритч сначала отрекается от сына, но после пытается его спасти, лишаясь заложницы. Джейк и Куоритч вступают в поединок, который прерывает затопление судна.
Джейк, Куоритч, Нейтири и Тук попадают в ловушку в трюме тонущего судна. Джейк душит Куоритча до потери сознания. Джейка спасают Ло’ак и Паякан, а Кири призывает морских существ на выручку Нейтири и Туктирей. Паук находит и спасает Куоритча, но после отрекается от него, возвращаясь к семье Джейка. После похорон Нетейама, Джейк сообщает вождю Тоновари и Ронал о своём решении покинуть Меткайину. Однако Тоновари признаёт его членом клана и приглашает его семью остаться. Джейк и его семья принимают предложение и создают новое поселение на берегу моря, Джейк клянётся продолжать сражаться с захватчиками с Земли.

## В ролях
В фильме задействовано свыше 60 актёров, не считая актёров массовки.
| Актёр             | Роль                                                            |
| ----------------- | --------------------------------------------------------------- |
| Сэм Уортингтон    | Джейк Салли                                                     |
| Зои Салдана       | Нейтири                                                         |
| Сигурни Уивер     | Кири приёмная дочь Джейка и Нейтири, дочь аватара Грейс Огустин |
| Стивен Лэнг       | полковник Майлз Куоритч                                         |
| Кейт Уинслет      | Ронал жена вождя клана рифов Меткайина                          |
| Клифф Кёртис      | Тоновари вождь клана рифов Меткайина                            |
| Джоэл Дэвид Мур   | учёный Норм Спеллман                                            |
| Си Си Эйч Паундер | Мо’ат духовный лидер Оматикайя и мать Нейтири                   |
| Эди Фалко         | генерал Ардмор                                                  |
| Брендан Коуэлл    | капитан Мик Скорсби                                             |
| Джемейн Клемент   | доктор Иэн Гарвин                                               |
| Джейми Флаттерс   | Нетейам старший сын Нейтири и Джейка                            |
| Британ Далтон     | Ло'ак младший сын Нейтири и Джейка                              |
| Тринити Блисс     | Туктирей дочь Нейтири и Джейка                                  |
| Джек Чемпион      | Майлз «Паук» Сокорро сын Куорича, родившийся на Пандоре         |
| Бейли Басс        | Цирея ныряльщица клана Меткайина, дочь Тоновари                 |
| Филипп Гелджо     | Аонунг молодой охотник клана Меткайина, сын Тоновари            |
| Дуэйн Эванс-мл.   | Ротксо молодой охотник клана Меткайина                          |
| Джованни Рибизи   | Паркер Селфридж                                                 |
| Дилип Рао         | доктор Макс Патель                                              |
| Мэтт Джеральд     | капрал Лайл Уэйнфлит                                            |
| Кестон Джон       | Тарсем новый вождь клана Оматикайя                              |
| Роберт Окуму      | вождь клана Та'унуи                                             |
| Дженн Стаффорд    | жена вождя клана Та'унуи                                        |
| Джоэль Тобек      | нейробиолог                                                     |
| Шэйн Ранги        | второй пилот «Матадора»                                         |
| С. Дж. Джонс      | переводчик клана Меткайина                                      |

Ещё в конце ноября 2009 года, до выхода в прокат фильма «Аватар», стало известно, что Сэм Уортингтон подписал контракт о своём участии в съёмках двух продолжений этой картины.
В феврале 2010 года Сигурни Уивер, участвуя во французской телепередаче Le Grand Journal, заявила, что у Кэмерона есть планы по включению её персонажа в сиквел, несмотря на то что её героиня, доктор Грейс Огустин, умирает в предыдущем фильме. На вопрос интервьюера, как это возможно, Уивер объяснила, что Огустин после смерти пребывает «в дереве», и у режиссёра есть идеи, как объединить «семью вместе». В итоге, актриса сыграла в фильме две роли: Кири, дочь Грейс, и душу самой учёной — как в человеческом обличии, так и аватар.

## История создания

### Начало
Ещё в июне 2006-го, за три года до выхода в прокат фильма «Аватар» (2009), режиссёр Джеймс Кэмерон сообщил о возможном создании сиквелов фильма, если тот «будет хорош и одержит победу». В середине февраля 2010 года режиссёр в интервью телеканалу MTV заявил, что, прежде чем приступать к съёмкам сиквела, ему нужно решить некоторые вопросы насчёт контракта со студией. Также Кэмерон сообщил о том, что «Аватар 2» будет продолжением истории основных персонажей предыдущей части. В апреле 2010 года режиссёр раскрыл некоторые подробности касательно фильмов «Аватар 2» и «Аватар 3». В частности, он сообщил об акценте на океане Пандоры как главном месте действия фильма, а также о намерении включить всю звёздную систему Альфа Центавра в сюжет третьей части. В январе 2011 года Кэмерон заявил, что оба фильма он намеревается снять и завершить одновременно, но выпустить с интервалом в один год. Кроме этого, все актёры, чьи персонажи выжили к концу фильма, получили приглашения сняться в сиквеле.

### Проблема даты выхода
В октябре 2010 года журнал Variety, ссылаясь на руководство компании 20th Century Fox, сообщил, что в декабре 2014 выйдет сиквел, к работе над которым Кэмерон должен был приступить в начале 2011 года, а к съёмкам — ближе к осени. Это в январе 2011 года подтвердил и сам Кэмерон: «Сейчас я работаю над написанием сюжета следующих двух фильмов по франчайзу „Аватара“», — сообщил он, — «…Текущий план состоит в выпуске сиквела на Рождество 2014 года и триквела на Рождество 2015 года». Однако в январе 2012 года, ссылаясь на продюсера проекта Джона Ландау, веб-сайт Bleedingcool.com заявил, что выход сиквела откладывается до 2017—2018 года. По утверждениям сайта, связано это с занятостью Кэмерона над подготовкой трёхмерного «Титаника» и необходимостью новых технологических разработок. В июне 2011 года веб-издание Fox News сообщило ранее упоминаемую дату: выход фильма «Аватар 2» намечен на декабрь 2014 года. Но 2 августа 2012 года стало известно, что выход переносится на 2015 год (или позднее), так как Кэмерон планирует снять одновременно вторую и третью часть франшизы.
По состоянию на 2016 год, выход в прокат был запланирован на декабрь 2018 года. В марте 2017 года режиссёр Джеймс Кэмерон заявил, что продолжение картины стоит ждать не раньше 2019 года. Позднее дата выхода была перенесена на 2020 год, а в 2019 году было объявлено о переносе на 2021 год. В 2020 году, в связи с пандемией COVID-19, дата выхода была перенесена на 16 декабря 2022 года.
В ноябре 2022 года Джеймс Кэмерон рассказал, что ряд отвергнутых для «Пути воды» идей нашли воплощение в графическом романе «Аватар: Возвышенность», который выйдет в США 6 декабря того же года.

### Подготовка к съёмкам
В марте 2011 года стало известно, что Кэмерон намерен совершить экспедицию вместе с актёрами в бразильские тропические леса, дабы ближе познакомиться с образом жизни местных племён и понять, каково это — жить в джунглях. В июне 2011 года Кэмерон сообщил, что он занят написанием сценария, а южно-калифорнийская студия Manhattan Beach уже строит съёмочные объекты. Также режиссёр упомянул о разработке новых анимационных техник, а продюсер Джон Ландау предположил, что при съёмках этого и последующего фильмов будет создано более чем 700 рабочих мест. Как и при создании предыдущего фильма, разработкой визуальных эффектов для продолжений будет заниматься компания Weta Digital.
В марте 2012 года режиссёр на борту одноместного батискафа Deepsea Challenger погрузился на дно Марианского жёлоба ради создания документального 3D-фильма об этой тихоокеанской впадине и получения вдохновения для создания океанского дна Пандоры. Таким образом Кэмерон стал первым человеком за последние 50 лет, кто предпринял подобную экспедицию, и третьим в истории.
В январе 2012 года на сайте Bleedingcool.com появилась информация, что Кэмерон намеревается провести эксперимент с кадровой частотой киноленты. Если 3D-съёмка «Аватара» проходила с частотой 24 кадра в секунду, то в этот раз режиссёр планирует увеличить число до шестидесяти.
В октябре 2013 года Сэм Уортингтон в прямом эфире австралийской радиостанции рассказал, что съёмки второй части, а точнее, всей оставшейся квадрологии «Аватар» стартуют в октябре 2014 и продлятся ровно год. Джеймс Кэмерон планирует отснять материал сразу для трёх картин, выпуск которых намечен на декабрь 2016, декабрь 2017 и декабрь 2018 соответственно. Также из интервью актёра стало известно, что большая часть сценария для второй части уже написана, и сейчас ведутся первые подготовительные работы, что не подразумевает непосредственное предпроизводство. Скорее, проект находится на уровне обсуждения и согласования деталей.

### Бюджет
Суммарный бюджет всех будущих фильмов франшизы «Аватар» составляет более 1 миллиарда долларов. Если эта сумма распределена равномерно по всем четырём картинам, каждая из них будет иметь примерный бюджет в 250 миллионов долларов. Третий фильм выйдет в декабре 2024 года, а четвёртый и пятый — в 2026 и 2028 году соответственно.

### Съёмки
Для съёмок как этого фильма, так и последующего, Кэмерон сроком на 5 лет арендовал съёмочную площадку MBS Media Campus (ранее известную как Manhattan Beach Studios), находящуюся в Южной Калифорнии. Характерными чертами этой площадки являются «агрессивная» программа по экономии водных ресурсов, использование экологически чистых чистящих средств и красок, а также ряд других «зелёных» программ. Кэмерон намерен установить в студии солнечные панели и снять оба фильма за счёт солнечной энергии. Расходы на установку соответствующего оборудования обойдутся режиссёру в 5 миллионов долларов. 15 января 2015 года было объявлено, что Джеймс Кэмерон перенёс дату премьеры Аватара 2 на конец 2017 года. Перенос связан с кропотливой работой над сценарием. По словам Кэмерона, все три части Аватара пишутся одновременно и связаны одной сюжетной линией, также он добавил, что дизайнеры уже закончили работу над внешним видом живых существ и окружающей среды. Все три части будут выходить с перерывом в один год.
В январе 2016 года Джеймс Кэмерон перенёс дату выхода фильма на 2018 год, всё из-за возможной конкуренции с фильмом «Звёздные войны: Последние джедаи», выход которого был запланирован на 14 декабря 2017 года.
17 марта 2020 года Джон Ландау объявил, что съёмки сиквела фильма «Аватар» в Новой Зеландии отложены на неопределённый срок в связи с пандемией COVID-19. Он также подтвердил, что производство останется в Лос-Анджелесе. Однако производство продолжалось в Манхэттен-Бич, а визуальные эффекты — в Weta Digital в Веллингтоне. В начале мая производственные протоколы по охране здоровья и безопасности были одобрены правительством Новой Зеландии, что позволило возобновить съёмки. 1 июня 2020 года Ландау разместил в Instagram фотографию себя и Кэмерона, показывающую, что они вернулись в Новую Зеландию для возобновления съёмок. После прибытия Кэмерона и 55 других членов съёмочной группы, приехавших в Новую Зеландию, начали двухнедельный период изоляции под наблюдением правительства в отеле в Веллингтоне, прежде чем возобновить съёмки. Таким образом, «Аватар 2» и «Аватар 3» стали первыми крупными голливудскими блокбастерами, возобновившими производство после остановки съёмок из-за пандемии. 16 июня 2020 года Кэмерон возобновил съёмки, а Ландау опубликовал в Instagram фотографию съёмочной группы.
Съёмки фильма были завершены в сентябре 2020 года.

## Реакция

### Кассовые сборы
По состоянию на 23 февраля 2023 года фильм заработал 660,7 миллионов долларов в США и Канаде и 1,589 миллиардов долларов на других территориях, что составляет в общей сложности 2,249 миллиардов долларов. Он вышел во всём мире и заработал 441,7 миллиона долларов, что является 11-м по величине за всё время и третьим по величине в эпоху пандемии COVID-19 после фильмов «Человек-паук: Нет пути домой» (601 миллион долларов) и «Доктор Стрэндж: В мультивселенной безумия» (452,4 миллиона долларов). Сборы от показов IMAX составили 48,8 миллиона долларов, что является вторым по величине глобальным уик-эндом за фильм, выпущенный в кинотеатрах IMAX. Это самый кассовый фильм 2022 года, третий кассовый фильм всех времён, второй кассовый фильм Disney и самый кассовый фильм эпохи пандемии.
Это четвёртый фильм, достигший отметки в 1 миллиард долларов в эпоху пандемии после фильмов «Человек-паук: Нет пути домой», «Топ Ган: Мэверик» и «Мир юрского периода: Господство», а также шестой по скорости в целом, достигший этой отметки. Он преодолел отметку в 2 миллиарда долларов 22 января, став первым фильмом в эпоху пандемии и шестым в истории, достигшим этой отметки. Он также является вторым по скорости, заработавшим более 2 миллиардов долларов, достигнув рубежа за 40 дней.

#### США и Канада
К 14 декабря 2022 года, до выхода фильма в США и Канаде, Boxoffice Pro прогнозировал, что в первые выходные фильм заработает 145—179 миллионов долларов, и его общие окончательные валовые сборы составят от 574 до 803 миллионов долларов. Фильм заработал 53,2 миллиона долларов в первый день, в том числе 17 миллионов долларов из предпоказов в четверг вечером. Он заработал в первый уик-энд 134,1 миллионов долларов, что почти в два раза превышает открытие первого фильма в размере 77 миллионов долларов, но ниже ожиданий, заняв первое место в прокате. «Deadline Hollywood» и «Variety» написали, что сильные показатели выхода аудитории, небольшое ежедневное падение, ограниченная конкуренция со стороны других фильмов и предстоящие рождественские праздники — всё это указывает на вероятные сильную прибыль в прокате.
Фильм заработал 63,3 миллиона долларов во второй уик-энд, что на 53 % меньше и 95,6 миллиона долларов за четырёхдневные рождественские выходные, оставаясь на первом месте. Кассовые аналитики, что частичное снижение кассовых сборов было из-за североамериканского зимнего шторма в декабре 2022 года. В третий уик-энд фильм заработал 67,4 миллионов долларов, увеличив сборы на 6 %, а также заработал 88,8 миллиона долларов за четырёхдневные новогодние выходные, став вторым кассовым фильмом 2022 года в Северной Америке. Он оставался самым кассовым фильмом в прокате в течение первых семи уик-эндов, самым высоким количеством последовательных выходных для любого фильма со времён первого фильма.

#### Другие страны
За пределами США и Канады фильм заработал 307,6 миллиона долларов в 52 странах за первую неделю после выхода. Наибольшее открытие фильма к концу недели было в Китае (56,8 миллионов долларов), Южной Корее (24,9 миллионов долларов), Франции (21,7 миллионов долларов), Германии (19,4 миллинов долларов) и Индии (19,2 миллионов долларов). Во второй уик-энд фильм заработал 168,6 миллиона долларов, снизив сборы на 42 %. В третий уик-энд он заработал 186,7 миллиона долларов, что на 6 % больше, чем в предыдущий уик-энд. В четвёртый уик-энд он заработал 132,6 миллиона долларов, снизив сборы на 30 %, став самым кассовым фильмом эпохи пандемии за пределами США и Канады. В пятый уик-энд он заработал 88,6 миллиона долларов, снизив сборы на 36 %, в то время как в шестом он заработал 53,6 миллиона долларов, снизив сборы на 38 %. Пятью крупнейшими странами к 29 января 2023 года являются Китай (237,1 миллионов долларов), Франция (137 миллионов долларов), Германия (124,4 миллионов долларов), Южная Корея (103,3 миллионов долларов) и Великобритания (85,7 миллионов долларов). Он стал самым кассовым фильмом всёх времён в двадцати странах, включая Германию, Францию, Австрию, Турцию и Новую Зеландию.

#### Китай
В день выхода фильма Tianjin Maoyan Weiying Culture Media подсчитала, что фильм заработает 357 миллионов долларов (2,5 миллиарда йен) и 100 миллионов долларов в первый уик-энд. По данным Artisan Gateway, он заработал 57 миллионов долларов за первую неделю в Китае. Это включало в себя сборы в размере 51,3 миллиона долларов в уик-энд. На кассовые сборы фильма повлиял недавний всплеск заражения COVID-19 в стране. Тем временем компания IMAX сообщила, что фильм ознаменовал свой лучший уик-энд в Китае со сборами 15,8 миллионов долларов.
Во второй уик-энд фильм заработал 25,9 миллиона долларов, снизив сборы на 55 %, затем увеличив на 42 % в новогодние выходные с 36,9 миллионами долларов и снова снизив на 55 % с 16,5 миллионами долларов в пятом. «Variety» предсказал, что он будет продолжать доминировать в регионе из-за отсутствия фильмов, предлагающих ему конкуренцию. В пятые выходные он стал самым кассовым американским фильмом эпохи пандемии в стране с 211,8 миллионами долларов.

### Отзывы и оценки
Фильм получил в основном положительные оценки в прессе. По данным агрегатора Rotten Tomatoes, 
76 % из 436 обзоров были положительными, со средней оценкой 7,1 из 10. Сайт обобщает мнения критиков так: «В плане сюжета всё довольно стандартно, но в визуальном смысле «Аватар: Путь воды» даёт поразительные и захватывающие впечатления». По данным Metacritic, средняя оценка составила 67 из 100, на основе 68 обзоров, что означает «в основном положительные отзывы». О фильме писали: «За три часа Кэмерон превращает не верящего в „Аватар“ в зрителя, который не может дождаться продолжения» (Collider), «глубоко захватывающее, совершенно зачаровывающее трёхчасовое бегство от реальности, которое можно сравнить только с его предшественником 2009 года» (The Wall Street Journal). В отрицательных обзорах критиковали главным образом сюжет фильма и то, что он во многом повторяет первую часть. Так, по мнению обозревателя Time, в сюжете «нет ничего по-настоящему удивительного или особенно трогательного».
Отзывы российской прессы были менее восторженными. «Путь воды» получил положительные отзывы от изданий «Афиша», «Мир фантастики», Time Out, Фильм.ру, нейтральные от изданий «Канобу», «Кинопоиск», «Кино Mail.ru». Фильм разгромили в газетах «Комсомольская правда» и «Российская газета»; обозреватель последней назвал фильм «энциклопедией пошлости» и высмеял экологический и антирасистский подтексты фильма.

### Награды и номинации
Фильм был удостоен множества наград и номинаций в различных категориях. Особое признание получила режиссура Кэмерона, а также музыкальная партитура, визуальные эффекты, операторская работа, дизайн и звуковые эффекты. Фильм получил четыре номинации на 95-й церемонии вручения премии «Оскар» и победил в категории «Лучшие визуальные эффекты». На 76-й церемонии вручения премии BAFTA, фильм был номинирован на категорию «Лучший звук» и победил в категории «Лучшие визуальные эффекты». Фильм получил шесть номинаций на 28-й церемонии вручения премии «Выбор критиков» и победил в категории «Лучшие визуальные эффекты». Фильм также победил в двух номинациях на 50-й церемонии вручения премии «Энни». На 21-й церемонии вручения премии Общества специалистов по визуальным эффектам фильм получил четырнадцать номинаций, что стало рекордом, превзошедшим количество предыдущих наград для кинематографа («Аватар») и телевидения («Мандалорец») и победил в девяти номинациях, включая «Выдающиеся визуальные эффекты в фотореалистичном фильме». Кроме того, Американский институт киноискусства и Национальный совет кинокритиков включили данный фильм в десятку лучших фильмов 2022 года.
По итогам 2022 года некоторые издания, в том числе Empire, Cinema Blend, Paste, ScreenRant, Looper, Gizmodo, «Мир фантастики» включили «Аватар: Путь воды» в свои списки лучших фантастических фильмов года. Французский журнал Première и посетители сайта «Фантлаб» назвали его лучшим фильмом года.

## Сиквелы
«Путь воды» — первый из четырёх запланированных сиквелов «Аватара». Съёмки «Аватара 3» начались одновременно с этим фильмом в Новой Зеландии 25 сентября 2017 года. Было объявлено, что актёры из предыдущих фильмов, в том числе Уортингтон, Салдана, Лэнг, Уивер, Паундер, Кертис, Рибизи, Мур, Рао и Джеральд, вернутся. Уна Чаплин присоединится к Дэвиду Тьюлису в качестве новых персонажей.
Хотя два последних сиквела, как сообщается, получили зелёный свет, Кэмерон заявил в интервью в ноябре 2017 года: «Давайте посмотрим правде в глаза, если „Аватар 2“ и 3 не принесут достаточно денег, не будет 4 и 5 фильма». Позже Тьюлис подтвердил это в феврале 2018 года, заявив, что «они делают 2 и 3, они увидят, пойдут ли люди и увидят их, а затем сделают 4 и 5». И наоборот, Уивер заявила в ноябре. В 2018 году, после того как первые два сиквела завершили основные съёмки, она в настоящее время «занята съёмками Аватара 4 и 5», что несколько СМИ интерпретировали как подтверждение того, что съёмки двух последних сиквелов начались.
В январе 2019 года перед лицом предполагаемого приобретения 21st Century Fox компанией Walt Disney Company генеральный директор Disney Боб Айгер подтвердил, что и Аватар 4 и Аватар 5 разрабатываются, но официально не получили зелёный свет. По словам продюсера Ландау в феврале 2019 года, Айгера могли неверно истолковать. Он сказал, что «Аватар 4 и 5» «не только получили зелёный свет», но и треть «Аватара 4» уже снята.

## Музыка
В качестве ведущего сингла к саундтреку фильма была записана песня «Nothing Is Lost (You Give Me Strength)» в исполнении канадского певца The Weeknd.

## Комментарии
1. ↑  События фильма «Аватар» (2009).